# Sericolophus
Sericolophus is een geslacht van sponsdieren uit de klasse van de Hexactinellida.

## Soorten
- Sericolophus calsubus Tabachnick & Lévi, 2000
- Sericolophus cidaricus Tabachnick & Lévi, 2000
- Sericolophus hawaiicus Tabachnick & Lévi, 2000
- Sericolophus neocaledonicus Tabachnick & Lévi, 2000
- Sericolophus reflexus (Ijima, 1894)